# August von Kotzebue
August Friedrich Ferdinand von Kotzebue (Weimar, 3 de maig de 1761 - Mannheim, 23 de març de 1819) va ser un dramaturg alemany.

## Biografia
Va estudiar a Jena i Duisburg i des de la seua infància va donar proves d'una vanitat tan extraordinària que tot aquell que no l'elogiava prou, esdevenia el seu pitjor enemic. L'any 1779 va estrenar a Weimar les seues primeres produccions teatrals, el drama Charlotte Frank i la comèdia Die Weiber nach der Mode (Les dones que segueixen la moda), aquesta amb èxit. El 1783 va entrar al servei de Rússia i l'emperadriu Caterina II el va nomenar governador d'Estònia.
L'any 1787 va escriure el seu famós drama Misantropia i penediment, que va triomfar a tot Europa i que es va representar durant molts anys, malgrat que fou objecte de dures, però justificades crítiques.
L'any 1790 va haver de deixar el seu càrrec a causa de problemes de salut i va visitar Weimar on va ser cordialment rebut, però no amb els honors que ell esperava, per la qual cosa va escriure el libel Doctor Bahrdt mit der eisernen Stirn (Doctor Bahrdt el del cap de ferro) , que va motivar una vertadera indignació contra ell. Després de residir alguns anys més a Rússia, va tornar a Alemanya l'any 1797 i en passar per Viena va ser nomenat director del Teatre de la Cort, càrrec que va exercir dos anys, decidint després establir-se a Weimar, però abans va voler tornar a Rússia i va ser detingut a la frontera, sense saber la causa i conduït a Sibèria, si bé sovint s'ha suposat que això va ser una invenció seua, tot i que narra aquest incident amb tota mena de detalls a la seua obra Das merkwürdigste Jahr meines Lebens (L'any més estrany de la meva vida) (Berlín, 1801). Al cap de poc va rebre l'indult i va ser nomenat director del teatre alemany de Sant Petersburg i conseller àulic per l'emperador Pau.
L'any 1801 va passar novament a Weimar, però la situació preponderant de Goethe li molestava i va tramar moltes intrigues contra l'il·lustre poeta, veient-se obligat per fi a abandonar la població.
L'any 1802 va fundar a Berlín la revista Der Freimütige en la qual va atacar violentament Goethe i els germans Schlegel (Friedrich von Schlegel i August Wilhelm von Schlegel). Durant les campanyes de 1812 i 1813 va formar part del quarter general rus i va redactar notes diplomàtiques i les proclames de l'emperador Alexandre. El 1814 va ser nomenat cònsol de Rússia a Königsberg i el 1816 agregat del ministre de Relacions exteriors de Rússia, sent enviat l'any següent a Alemanya amb una missió secreta. Va residir successivament a diverses ciutats i, trobant-se a Mannheim un estudiant anomenat Sand el va assassinar per "traïdor a la pàtria". L'assassinat de Kotzebue proporcionà a Metternich l'excusa per a publicar els Decrets de Karlsbad, amb els quals es dissolgueren les Burschenschaften (fraternitats), es prengueren mesures contra la premsa liberal, i es limità greument la llibertat de càtedra als estats de la Confederació Germànica. A Anglaterra, França i Espanya, Kotzebue fou considerat el millor representant del mal gust i de l'orgull més insaciable.

## L'assassinat
Residí successivament en diverses ciutats i trobant-se a Mannheim un estudiant nomenat Sand l'assassinà per traïdor a la pàtria. A Anglaterra, França i Espanya, fou jutjat com el representant del mal gust i l'orgull més insaciable. El seu fill Otto von Kotzebue (1787-1846), fou un gran explorador al servei de l'Imperi rus.

## Obres
- Meine Flucht nach Paris im Winter (1790)
- Erinnerungen aus Paris im Jahre (París, 1804)
- Erinnerungen von Einer Reise aus Liefland nach Rom und Neapel (Berlín, 1805)
- Preuszons altere Geschichte (Riga, 1808 - 1809)